# マーシャル (テキサス州)

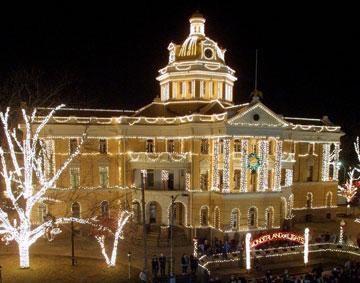
"Wonderland of Lights"のために電飾で飾られた裁判所

マーシャル（英: Marshall）は、アメリカ合衆国テキサス州の都市。ハリソン郡の郡庁所在地である。小都市だが州東部の「Ark-La-Tex」地域の文化的中心である。人口は2万3392人（2020年）。

## 地理
マーシャルは北緯32度32分34秒 西経94度21分49秒 / 北緯32.54278度 西経94.36361度座標: 北緯32度32分34秒 西経94度21分49秒 / 北緯32.54278度 西経94.36361度またはダラス市の東おおよそ150 マイル並びにルイジアナ州シュリーブポートの東40 マイルに位置している。US 80及びUS 59の交差点並びにUS 59 及び州間高速道路20号線はマーシャル市内を通っている。
アメリカ合衆国統計局によると、マーシャル市は総面積76.8 km2である。このうち76.6 km2 が陸地で0.2 km2が水域である。
マーシャル市はテキサス州の州都（オースティンから407km）より、アーカンソー州（リトルロックから305km）、ルイジアナ州（バトンルージュから384 km）、及びミシシッピー州（ジャクソンから390km）の州都に近い場所に位置している。

## 人口動勢
2000年現在の国勢調査で、この都市は人口23,935人、8,730世帯、及び6,032家族が暮らしている。人口密度は312.5/km2 (809.5/mi2) である。129.6/km2 (335.6/mi2) の平均的な密度に9,923軒の住宅が建っている。この都市の人種的な構成は白人54.66%、アフリカン・アメリカン38.59%、先住民0.39%、アジア0.55%、太平洋諸島系0.04%、その他の人種4.83%、及び混血0.94%である。ここの人口の8.64%はヒスパニックまたはラテン系である。アジア系住民は多くが アーンドラ・プラデーシュ州、グジャラート州、またはマハラシュトラ州から移住したインド人並びに香港及び福州からの中国人である。
この都市内の住民は26.1%が18歳未満の未成年、18歳以上24歳以下が13.4%、25歳以上44歳以下が24.6%、45歳以上64歳以下が20.3%、及び65歳以上が15.5%にわたっている。中央値年齢は34歳である。女性100人ごとに対して男性は87.9人である。18歳以上の女性100人ごとに対して男性は82.2人である。
この都市の世帯ごとの平均的な収入は30,335米ドルであり、家族ごとの平均的な収入は37,438米ドルである。男性は30,146米ドルに対して女性は21,027米ドルの平均的な収入がある。この都市の一人当たりの収入 (per capita income) は15,491米ドルである。人口の17.8%及び家族の22.8%は貧困線以下である。全人口のうち18歳未満の32.5%及び65歳以上の15.1%は貧困線以下の生活を送っている。

## 経済
何の変哲もない田舎町であるが、2000年代に入るとテキサス州東部地区連邦地方裁判所（マーシャル支部）における特許裁判の勝率の高さが知られるようになり、全米はもとより世界各国から関係者（原告および被告）が訪れるようになった。このため、ビジネスホテルやバーが増えるなど地域経済に大きな影響が生じている。

## 教育
East Texas Baptist University、Wiley College、Texas State Technical Collegeマーシャル校、及びPanola Collegeマーシャル校に2,000人近い学生達が学んでいる。

## 名所
- First Methodist Church、300 E. Houston St.
- The Ginocchio/Harrison County Historical Museum、N. Washington St at Ginocchio St
- T&P Depot、N. Washington St at Ginocchio St
- Hotel Marshall、210 W. Houston
- Starr Family Home State Historic Site、407 W. Travis St.
- Michelson Museum of Art、216 N. Bolivar Street
- Old Harrison County Courthouse、Whetstone Square
- Weisman Center、211 N. Washington St.

## 著名な出身者及び住民
- エドワード・クラーク — テキサス州知事
- James L. Farmer, Jr. — COREの発見者
- ジョージ・フォアマン — スポーツ選手及び起業家
- Sam B. Hall, Jr. — 元下院議員及び連邦裁判官
- James Pinckney Henderson — 初代テキサス州知事
- スーザン・ハワード — 女優、著述家、活動家
- Alphonso Jackson — ジョージ・W・ブッシュ の閣僚
- レディ・バード・ジョンソン — 大統領夫人及び環境活動家
- Bill Moyers — ジャーナリスト及び官吏
- Ben Z. Grant — 脚本家、テキサス州議員、テキサス州判事
- Pendleton Murrah — テキサス州知事
- Lucy Holcombe Pickens — 19世紀の南部の名士
- Max Sandlin — 元下院議員及び院内幹事
- Kendrick Starling — NFL ヨーロッパ・ワイド・レシーバー
- James Harper Starr — 政治家
- Y.A. Tittle — アメリカンフットボール Hall of Famer
- Melvin B. Tolson — 著述家、詩人、及び政治家
- Louis T. Wigfall — アメリカ合衆国及び南部連合上院議員